# Siminica Mirea
Siminica Mirea (n. 28 noiembrie 1971, Vulturești, România) este un senator român, ales în 2016 și reales în 2020.
În 2018, s-a mutat din Partidul Național Liberal în cel Social Democrat.